# Grand Prix-wegrace van Frankrijk 1973
De Grand Prix-wegrace van Frankrijk 1973 was de eerste race van het wereldkampioenschap wegrace-seizoen 1973. De race werd verreden op 22 april 1973 op het Circuit Paul Ricard nabij Le Castellet, Frankrijk. 

## Algemeen
Bij de GP van Frankrijk, die het seizoen opende, waren veel te veel rijders geëngageerd. De trainingen leken daardoor veel op races. Alleen al in de 250cc-klasse streden 108 rijders om 36 startplaatsen. Bovendien waren per klasse slechts 25 minuten voor de kwalificatietraining uitgetrokken. De wedstrijden begonnen 's ochtend om 09.00 uur al, omdat er een Formule 750 race aan het programma was toegevoegd.

## 500 cc
Bij de openingsrace in Frankrijk werd vooral rijkhalzend uitgezien naar de 500cc-klasse, want hier verscheen voor het eerst de nieuwe Yamaha TZ 500 aan de start. Giacomo Agostini had ook een nieuwe MV Agusta 500 4C. In de trainingen kwam nog geen uitsluitsel over welke machine het snelste was. Agostini stond weliswaar op de derde startplaats, maar het verschil met de Yamaha-coureurs Hideo Kanaya en Jarno Saarinen was bijzonder klein. Agostini besloot met de iets langzamere maar betrouwbare en meer handelbare driecilinder MV Agusta 500 3C te starten, waarschijnlijk in de hoop dat de Yamaha's door kinderziekten de eindstreep niet zouden halen. Phil Read startte wel met de viercilinder MV Agusta. Saarinen had een bliksemstart, terwijl de machine van Agostini niet wilde aanslaan. Agostini moest dus een inhaalrace rijden, maar verremde zich en viel. Phil Read wist Kanaya nog in te halen, maar die had erg veel pijn aan zijn knie na een val tijdens de 200 Mijl van Imola. Read werd dus tweede en Kanaya werd derde.

### Uitslag 500 cc
| Pos | Coureur              | Merk            | Tijd      | Punten |
| --- | -------------------- | --------------- | --------- | ------ |
| 1   | Jarno Saarinen       | Yamaha          | 45' 57" 3 | 15     |
| 2   | Phil Read            | MV Agusta       | +16" 0    | 12     |
| 3   | Hideo Kanaya         | Yamaha          | +18" 1    | 10     |
| 4   | Christian Léon       | Kawasaki        | +1' 38" 4 | 8      |
| 5   | Kim Newcombe         | König           | +1' 54" 5 | 6      |
| 6   | Guido Mandracci      | Suzuki          | +2' 07" 1 | 5      |
| 7   | Eric Offenstadt      | Kawasaki        | +1 ronde  | 4      |
| 8   | Jean-François Baldé  | Kawasaki        | +1 ronde  | 3      |
| 9   | Billie Nelson        | Yamaha          | +1 ronde  | 2      |
| 10  | Jack Findlay         | Suzuki          | +1 ronde  | 1      |
| 11  | Alois Maxwald        | Rotax           | +1 ronde  |        |
| 12  | Bo Granath           | Husqvarna       | +1 ronde  |        |
| 13  | Kjell Solberg        | Yamaha          | +1 ronde  |        |
| 14  | Armando Toracca      | Paton           | +1 ronde  |        |
| 15  | Sven-Olof Gunnarsson | Kawasaki        | +2 ronden |        |
| 16  | Jean Luc             | Kawasaki        | +2 ronden |        |
| 17  | Lars Pahlsson        | Ossa            | +2 ronden |        |
| 18  | Derek Lee            | Suzuki          | +2 ronden |        |
| 19  | Ernst Hiller         | König           | +2 ronden |        |
| 20  | Michael Schmid       | Yamaha          | +2 ronden |        |
| 21  | André Pogolotti      | Suzuki          | +2 ronden |        |
| 22  | Seppo Kangasniemi    | Yamaha          | +2 ronden |        |
| 23  | Horst Lahfeld        | Yamaha          | +2 ronden |        |
| DNQ | Alex George          | Yamaha          |           |        |
| DNQ | Roberto Nicola       | Paton           |           |        |
| DNS | Christian Bourgeois  | Sonauto-Yamaha  | blessure  |        |
| DNF | Kai Kuparinen        | Kawasaki        |           |        |
| DNF | Patrick Pons         | Yamaha          |           |        |
| DNF | János Drapál         | Yamaha          |           |        |
| DNF | Giacomo Agostini     | Yamaha          | val       |        |
| DNF | Werner Giger         | Yamaha          |           |        |
| DNF | Gérard Chamard       | Kawasaki        |           |        |
| DNF | Bernard Pini         | Kawasaki        |           |        |
| DNF | Chas Mortimer        | Yamaha          |           |        |
| DNF | Gyula Marsovszky     | Yamaha          |           |        |
| DNF | Kaarlo Koivuniemi    | Kawasaki        |           |        |
| DNF | Reinhard Hiller      | König           |           |        |
| DNF | Bruno Kneubühler     | Yamaha          |           |        |
| DNF | Paul Eickelberg      | König           |           |        |
| DNF | Michel Rougerie      | Harley-Davidson |           |        |
| DNF | Roberto Gallina      | Paton           |           |        |

## 350 cc
Jarno Saarinen en Hideo Kanaya reden in de 250- en de 500cc-klassen, maar Teuvo Länsivuori trainde met zijn Arwidson-Yamaha TZ 350 in Frankrijk slechts een halve seconde langzamer dan Giacomo Agostini met de MV Agusta 350 4C. Agostini leidde de race echter van start tot finish, ook al omdat Länsivuori met een slecht lopende motor, die niet wilde aanslaan, van start ging. Dat gold ook voor Renzo Pasolini (Harley-Davidson), die een inhaalrace begon maar viel. Hij bleek een stuk loopvlak van zijn achterband te missen. Phil Read (MV Agusta) werd tweede en Länsivuori wist toch nog derde te worden, na een geweldige race. Na de eerste ronde was hij als veertiende doorgekomen, maar hij had aan de finish slechts 10 seconden achterstand op Phil Read.

### Uitslag 350 cc
| Pos | Coureur              | Merk            | Tijd      | Punten |
| --- | -------------------- | --------------- | --------- | ------ |
| 1   | Giacomo Agostini     | MV Agusta       | 46' 45" 5 | 15     |
| 2   | Phil Read            | MV Agusta       | +12" 8    | 12     |
| 3   | Teuvo Länsivuori     | Yamaha          | +22" 5    | 10     |
| 4   | Werner Pfirter       | Yamaha          | +56" 0    | 8      |
| 5   | Kent Andersson       | Yamaha          | +59" 5    | 6      |
| 6   | Walter Villa         | Yamaha          | +1' 07" 6 | 5      |
| 7   | Pentti Korhonen      | Yamaha          | +1' 14" 7 | 4      |
| 8   | Bruno Kneubühler     | Harley-Davidson | +1' 16" 4 | 3      |
| 9   | Kurt-Ivan Carlsson   | Yamaha          | +1' 18" 9 | 2      |
| 10  | Adu Celso Santos     | Yamaha          | +1' 27" 4 | 1      |
| 11  | Dieter Braun         | Yamaha          | +1' 73" 4 |        |
| 12  | Gérard Debrock       | Yamaha          | +2' 61" 4 |        |
| 13  | Victor Palomo        | Yamaha          | +1 ronde  |        |
| 14  | Ramon Jimenez        | Yamaha          | +1 ronde  |        |
| 15  | Roland Nilsson       | Yamaha          | +1 ronde  |        |
| 16  | Rémy Hirschy         | Yamaha          | +1 ronde  |        |
| 17  | Adrie van den Broeke | Yamaha          | +1 ronde  |        |
| 18  | Silvio Grassetti     | Yamaha          | +1 ronde  |        |
| 19  | Karl Auer            | Yamaha          | +1 ronde  |        |
| 20  | Rob Bron             | Yamaha          | +1 ronde  |        |
| 21  | Pekka Nurmi          | Yamaha          | +1 ronde  |        |
| 22  | Kjell Sollberg       | Yamaha          | +1 ronde  |        |
| 23  | Helmut Kassner       | Yamaha          | +1 ronde  |        |
| 24  | Iwan Panizzi         | Yamaha          | +1 ronde  |        |
| 26  | Giovanni Proni       | Yamaha          | +4 ronden |        |
| 27  | Billie Nelson        | Yamaha          | +5 ronden |        |
| DNF | Kai Kuparinen        | Yamaha          |           |        |
| DNF | Gérard Choukroun     | Yamaha          |           |        |
| DNF | János Drapál         | Yamaha          |           |        |
| DNF | Marcel Ankoné        | Yamsel          |           |        |
| DNF | John Dodds           | Yamaha          |           |        |
| DNF | Renzo Pasolini       | Harley-Davidson | val       |        |
| DNF | Bo Granath           | Yamaha          |           |        |
| DNF | Lars Pahlsson        | Yamaha          |           |        |

## 250 cc
Het was tijdens de trainingen van de openingsrace op het nieuwe Circuit Paul Ricard al duidelijk dat de Yamaha TZ 250, zeker met Jarno Saarinen aan boord, niet te verslaan was. Zelfs Renzo Pasolini met de luchtgekoelde Harley-Davidson kon niet bij hem in de buurt komen. Dat bleek in de race ook zo te zijn. Pasolini kon zelfs Saarinen's teamgenoot Hideo Kanaya niet bijhouden en moest zich tevreden stellen met de derde plaats. Voor het Franse publiek was het leuk dat hun landgenoot Michel Rougerie met de andere Harley-Davidson vierde werd. Börje Jansson kreeg de Yamaha van de Belg Oronzo Memola, die in de training gevallen was. Hij moest vanaf de 37e plaats starten maar werd toch nog twaalfde.

### Uitslag 250 cc
| Pos | Coureur              | Merk            | Tijd      | Punten |
| --- | -------------------- | --------------- | --------- | ------ |
| 1   | Jarno Saarinen       | Yamaha          | 47' 47" 2 | 15     |
| 2   | Hideo Kanaya         | Yamaha          | +27" 6    | 12     |
| 3   | Renzo Pasolini       | Harley-Davidson | +33" 5    | 10     |
| 4   | Michel Rougerie      | Harley-Davidson | +43" 0    | 8      |
| 5   | Teuvo Länsivuori     | Yamaha          | +56" 4    | 6      |
| 6   | Roberto Gallina      | Yamaha          | +1' 06" 6 | 5      |
| 7   | Chas Mortimer        | Yamaha          | +1' 14" 2 | 4      |
| 8   | André-Luc Appietto   | Yamaha          | +1' 16" 7 | 3      |
| 9   | Patrick Pons         | Yamaha          | +1' 17" 0 | 2      |
| 10  | Walter Villa         | Yamaha          | +1' 30" 7 | 1      |
| 11  | André Kaci           | Yamaha          | +1' 31" 4 |        |
| 12  | Börje Jansson        | Yamaha          | +1' 38" 4 |        |
| 13  | John Dodds           | Yamaha          | 49.21.7   |        |
| 14  | Christian Bourgeois  | Yamaha          | 49.37.9   |        |
| 15  | Fosco Giansanti      | Yamaha          | +2' 15" 2 |        |
| 16  | Claude Ben El Hadj   | Yamaha          | +1 ronde  |        |
| 17  | Werner Pfirter       | Yamaha          | +1 ronde  |        |
| 18  | Olivier Chevallier   | Yamaha          | +1 ronde  |        |
| 19  | Thierry Tchernine    | Yamaha          | +1 ronde  |        |
| 20  | Rolf Minhoff         | Yamaha          | +1 ronde  |        |
| 21  | Adrie van den Broeke | Yamaha          | +1 ronde  |        |
| 22  | Etienne Delamarre    | Yamaha          | +1 ronde  |        |
| 23  | Hans Hallberg        | Yamaha          | +1 ronde  |        |
| 24  | Iwan Panizzi         | Yamaha          | +1 ronde  |        |
| 25  | Hans Mühlebach       | MZ              | +1 ronde  |        |
| 26  | Jean-Paul Boinet     | Yamaha          | +1 ronde  |        |
| 27  | Patrick Faucompre    | Yamaha          | +1 ronde  |        |
| 28  | Dieter Braun         | Yamaha          | +1 ronde  |        |
| 29  | Ingemar Larson       | Yamaha          | +1 ronde  |        |
| DNS | Oronzo Memola        | Yamaha          | blessure  |        |
| DNF | Werner Giger         | Yamaha          |           |        |
| DNF | Mike Fogg            | Yamaha          |           |        |
| DNF | Charlie Charrier     | Yamaha          |           |        |
| DNF | Christian Huguet     | Yamaha          |           |        |
| DNF | Silvio Grassetti     | Yamaha          |           |        |
| DNF | Karl Auer            | Yamaha          |           |        |
| DNF | Roger Ruiz           | Yamaha          |           |        |

## 125 cc
Ángel Nieto had een slecht voorseizoen gedraaid, waarbij vooral de betrouwbaarheid van zijn Morbidelli te wensen over liet. In Frankrijk trainde hij als snelste maar hij moest na de start meteen in de achtervolging op Kent Andersson met de Yamaha OW 15. Börje Jansson (Maico) volgde vlak achter Nieto. Toen Nieto de afstand tot Andersson begon te verkleinen viel hij echter. Jansson en Otello Buscherini (Malanca) werden bij de finish in verwarring gebracht. Ze keken naar de lichten van de nieuwe Marlboro-toren in plaats van naar de finishvlag. Daardoor dachten ze een ronde te vroeg dat de race was afgelopen en dat Buscherini tweede en Jansson derde was geworden. Buscherini stopte en wandelde weg, Jansson werd door zijn monteurs gemaand zijn motor weer aan te duwen en nog een ronde te rijden. Hij kon toch nog tweede worden, maar eer Buscherini door had dat de race nog niet afgelopen was had hij al een ronde achterstand. Nu werd de Franse thuisrijder Thierry Tchernine (Yamaha) derde.

### Uitslag 125 cc
| Pos | Coureur            | Merk       | Tijd      | Punten |
| --- | ------------------ | ---------- | --------- | ------ |
| 1   | Kent Andersson     | Yamaha     | 43' 04" 4 | 15     |
| 2   | Börje Jansson      | Maico      | +2' 23" 8 | 12     |
| 3   | Thierry Tchernine  | Yamaha     | +2' 35" 6 | 10     |
| 4   | Eugenio Lazzarini  | Piovaticci | +2' 36" 0 | 8      |
| 5   | Matti Salonen      | Yamaha     | +2' 44" 3 | 6      |
| 6   | Otello Buscherini  | Malanca    | +1 ronde  | 5      |
| 7   | Rolf Minhoff       | Maico      | +1 ronde  | 4      |
| 8   | Horst Seel         | Maico      | +1 ronde  | 3      |
| 9   | Walter Winkler     | Maico      | +1 ronde  | 2      |
| 10  | Pentti Salonen     | Yamaha     | +1 ronde  | 1      |
| 11  | Hans Hallberg      | Yamaha     | +1 ronde  |        |
| 12  | Etienne Delamarre  | Yamaha     | +1 ronde  |        |
| 13  | Hans-Jürgen Hummel | Yamaha     | +1 ronde  |        |
| 14  | Luigi Rinaudo      | Yamaha     | +1 ronde  |        |
| 15  | Werner Schmied     | Rotax      | +1 ronde  |        |
| 16  | Xaver Tschannen    | Maico      | +1 ronde  |        |
| 17  | Gianni Ribuffo     | LGM        | +1 ronde  |        |
| 18  | Jean-Pierre Clerc  | Yamaha     | +2 ronden |        |
| 19  | Matti Kinnunen     | Yamaha     | +2 ronden |        |
| 20  | Paul Eickelberg    | Maico      | +3 ronden |        |
| DNF | Ángel Nieto        | Morbidelli | val       |        |

## Zijspanklasse
In Frankrijk bleek al dat de tweetaktmotoren steeds sterker werden. Rudi Kurth/Dane Rowe kwalificeerden zich met de Cat-Monark op de eerste startplaats, en bij de eerste zes stonden ook nog drie Königs. Kurth/Rowe kwamen na de eerste ronde als leiders door, maar kregen net als in 1972 weer met pech te maken. Met een heftig vibrerende motor moesten ze stoppen. Regerend kampioenen Klaus Enders/Ralf Engelhardt (Busch-BMW) waren toen al dichtbij gekomen en wonnen de race. De strijd achter Enders ging al de hele tijd tussen de Königs van Jeff Gawley en Dennis Keen. Keen viel echter uit en Gawley werd tweede, vóór een andere König, die van Werner Schwärzel/Karl-Heinz Kleis.

### Uitslag zijspanklasse
| Pos | Coureur          | Bakkenist        | Merk          | Tijd      | Punten |
| --- | ---------------- | ---------------- | ------------- | --------- | ------ |
| 1   | Klaus Enders     | Ralf Engelhardt  | Busch-BMW     | 44' 27" 9 | 15     |
| 2   | Jeff Gawley      | Peter Sales      | König         | +25" 3    | 12     |
| 3   | Werner Schwärzel | Karl-Heinz Kleis | König         | +1' 04" 8 | 10     |
| 4   | Richard Wegener  | Rolf Kabbe       | BMW           | +1' 14" 7 | 8      |
| 5   | Rolf Steinhausen | Karl Scheurer    | König         | +1' 28" 8 | 6      |
| 6   | Michel Vanneste  | Serge Vanneste   | BMW           | +2' 02" 3 | 5      |
| 7   | Karl Venus       | Rainer Gundel    | BMW           | +2' 22" 6 | 4      |
| 8   | Gustav Pape      | Franz Kallenberg | BMW           | +2' 26" 3 | 3      |
| 9   | Gerry Boret      | Nick Boret       | Renwick-König | +1 ronde  | 2      |
| 10  | Egon Schons      | Karl Lauterbach  | BMW           |           | 1      |
| DNF | Rudi Kurth       | Dane Rowe        | CAT-Monark    | motor     |        |
| DNF | Dennis Keen      | G. Chandler      | König         |           |        |

1920 · 1921 · 1922 · 1923 · 1924 · 1925 · 1926 · 1927 · 1928 · 1929 · 1930 · 1931 · 1932 · 1933 · 1935 · 1936 · 1937 · 1938 · 1939 · 1949 · 1951 ·  1953 · 1954 · 1955 · 1958 · 1959 · 1960 · 1961 · 1962 · 1963 · 1964 · 1965 · 1966 · 1967 · 1969 · 1970 · 1972 · 1973 · 1974 · 1975 · 1976 · 1977 · 1978 · 1979 · 1980 · 1981 · 1982 · 1983 · 1984 · 1985 · 1986 · 1987 · 1988 · 1989 · 1990 · 1991 · 1992 · 1994 · 1995 · 1996 · 1997 · 1998 · 1999 · 2000 · 2001 · 2002 · 2003 · 2004 · 2005 · 2006 · 2007 · 2008 · 2009 · 2010 · 2011 · 2012 · 2013 · 2014 · 2015 · 2016 · 2017 · 2018 · 2019 · 2020 · 2021 · 2022 · 2023 · 2024 · 2025